# Shou-Wu Zhang
Shou-Wu Zhang (chinês: 张寿武, pinyin: Zhāng Shòuwǔ; Maanshan, 9 de outubro de 1962) é um matemático chinês-estadunidense, conhecido por seu trabalho sobre teoria dos números e geometria algébrica geométrica. É atualmente professor de matemática da Universidade de Princeton.
Zhang obteve um mestrado na Academia Chinesa de Ciências em 1986, e foi aluno de Lucien Szpiro e Gerd Faltings na Universidade Columbia e Universidade de Princeton, obtendo um PhD em 1991.
Recebeu uma Medalha Morningside de 1998.
É fellow da Academia de Artes e Ciências dos Estados Unidos e da American Mathematical Society (2016). Foi palestrante convidado do Congresso Internacional de Matemáticos em Berlim (1998).